# Stuck with Me
Singles de Green Day
Geek Stink Breath
(1995) Brain Stew / Jaded
(1996)
Stuck with Me est le second single extrait de l'album Insomniac du groupe de punk rock américain Green Day.

## Liste des chansons
Version 1
1. Stuck with Me - 2:16
2. When I Come Around (live) - 2:54
3. Jaded (live) - 1:52

Version 2
1. Stuck with Me (live)
2. Dominated Love Slave (live)
3. Chump (live)

Les chansons live ont été enregistrées le 4 septembre 1995 au Erhus Vejby Risskov Hall, à Stockholm, en Suède.

## Classements hebdomadaires
| Classement (1996)              | Meilleure position |
| ------------------------------ | ------------------ |
| Australie (ARIA)               | 46                 |
| Nouvelle-Zélande (RMNZ)        | 40                 |
| Royaume-Uni (UK Singles Chart) | 26                 |
| Royaume-Uni (UK Rock Chart)    | 1                  |